# National Catholic Reporter
Il National Catholic Reporter (NCR) è un quindicinale cattolico statunitense, distribuito in novantasei Paesi dei sei continenti.
Fu fondato Kansas City (Missouri) nell'ottobre del 1964 da Robert Hoyt come giornale indipendente dedicato alle questioni quotidiane della Chiesa Cattolica. Dal 2000 al 2006 è stato premiato con il General Excellence dell'Associazione della Stampa Cattolica statunitense. Fra i suoi redattori più noti si ricordano: la monaca benedettina Joan Chittister, il corrispondente e vaticanista John Allen, il vescovo Thomas Gumbleton.
L'NCR è comunemente considerato di orientamento più progressista rispetto agli altri titoli della stampa cattolica statunitense, anche a motivo delle sue prese di posizione difformi dal Magistero in tema di contraccezione e di celibato sacerdotale. Nel corso degli anni, ha sostenuto il valore della nonviolenza, della giustizia sociale e dell'integrità dell'ambiente.